# Voy a bailar
Voy a bailar is een lied van de Marokkaans-Nederlandse rapper Ali B in samenwerking met de Algerijns-Franse rapper Boef, de Dominicaans-Nederlandse zanger Rolf Sanchez en de Marokkaans-Zweeds producer RedOne. Het werd in 2017 als single uitgebracht.

## Achtergrond
Voy a bailar is geschreven door Marc Anthony, Sam Debbie, Alex Papaconstantinou, Nadir Khayat, Bilal Hajji en Björn Djupström en geproduceerd door RedOne. Het is een nummer uit de genres nederhop, latin pop en dancehall. Het is een bewerking van de nummers Quiéreme van Jacob Forever en Farruko uit 2017 en Vivir mi vida van Marc Anthony uit 2013, wat op zichzelf weer een bewerking is van C'est la vie van Khaled uit 2012. In het lied wordt er gezongen in verschillende talen: Nederlands en Spaans. In het nummer rappen en zingen de artiesten over een meisje dat zelf niet beseft hoe leuk en mooi ze is. In het lied proberen de artiesten haar daarvan te overtuigen. De single heeft in Nederland de dubbelplatinastatus.
De samenwerking van de drie in Nederland levende artiesten met de internationale producer RedOne komt voor uit de vriendschap van RedOne met Ali B. Het was hiermee ook de eerste keer dat de vier artiesten met elkaar samenwerken. Onderling werkten alleen Boef en Ali B al eerder samen. Dit deden zij op Een klein beetje geluk, Ik ga weg en Money voor mij. Ze herhaalden de samenwerking later op Slow down, Spektakel en Sneaky money.

## Hitnoteringen
De artiesten hadden succes met het lied in de hitlijsten van Nederland. In de Nederlandse Top 40 kwam het tot de negende positie. Het was vijftien weken in de Top 40 te vinden. Het piekte op de dertiende plaats van de Nederlandse Single Top 100 en stond achttien weken in deze hitlijst. 